# Sinénkie (Saràtov)
|  | Per a altres significats, vegeu «Sinénkie». |

Sinénkie (en rus: Синенькие) és un poble de l'óblast de Saràtov, a Rússia, segons el cens del 2010 tenia 1.187 habitants. Pertany al districte municipal de Saràtov.